# 교통사고처리특례법 제4조 제1항 사건
교통사고처리특례법 제4조 제1항 사건은 대한민국 헌법재판소 판례이다.

## 사실관계
대학생인 청구인은 3차선 도로를 횡단하던 중 이X주 운전의 승용차 왼쪽 휀더 및 유치창 부분에 부딪혀 약 12주간의 치료를 요하는 폐쇄성두개천장골절 등의 상해를 입었다. 그 이후 갑은 뇌손상으로 인한 좌측 편마비의 안면마비가 오는 등 심각한 교통사고 후유증을 앓게 되었고, 결국 학업마저 중단하였다. 위 교통사고를 담당한 검사는 교통사고처리특례법 제4조 제1항 규정에 따라 가해운전자에 대하여 공소권 없음 결정을 하였고, 이에 갑은 교통사고처리특례법 제4조 제1항이 국가의 기본권보호의무에 과한 과소보호금지원칙에 위배되고, 평등권 및 재판절차진술권을 침해하였다고 주장하면서 이 사건 헌법소원심판을 청구하였다.

## 관련조문
교통사고처리특례법 제3조[처벌의 특례]
(1) 차의 운전자가 교통사고로 인하여 형법 제268조의 죄를 범한 때에는 5년 이하의 금고 또는 2천만 원 이하의 벌금에 처한다.
(2) 차의 교통으로 제1항의 죄 중 업무상과실치상죄 또는 중과실치상죄와 도로교통법 제108조의 죄를 범한 운전자에 대하여는 피해자의 명시한 의사에 반하여 공소를 제기할 수 없다. 다만, 차의 운전자가 제1항의 죄 중 업무상과실치상죄 또는 중과실치상죄를 범하고 피해자를 구호하는 등 도로교통법 제50조 제1항의 규정에 의한 조치를 하지 아니하고 도주하거나 피해자를 사고장소로부터 옮겨 유기하고 도주한 경우와 다음 각 호에 1에 해당하는 행위로 인하여 동죄를 범한 때에는 그러하지 아니하다.
제4조[보험 등에 가입된 경우의 특례] 
(1)교통사고를 일으킨 차가 보험업법 제4조 및 제126조 내지 제128조, 육운진흥법 제8조 또는 화물자동차운수사업법 제36조의 규정에 의하여 보험 또는 공제에 가입된 경우에는 제3조 제2항 본문에 규정된 죄를 범한 당해 차의 운전자에 대하여 공소를 제기할 수 없다. 다만, 제3조 제2항 단서에 해당하는 경우나 보험계약 또는 공제 계약이 무효 또는 해지되거나 계약상의 면책규정 등으로 인하여 보험사업자 또는 공제사업자의 보험금 또는 공제금 지급의무가 없게 된 경우에는 그러하지 아니하다.

## 주문
교통사고처리특례법 제4조 제1항 본문 중 업무상 과실 또는 중대한 과실로 인한 교통사고로 말미암아 피해자로 하여금 중상해에 이르게 한 경우에 공소를 제기할 수 없도록 규정한 부분은 헌법에 위반된다.

## 이유

### 헌법소원심판청구의 적법 여부

##### 자기관련성, 현재성, 직접성
이 사건 법률조항이 재량의 여지없이 기계적으로 적용된 결과이므로 청구인들에 대하여 자기관련성과 기본권 침해의 현재성, 직접성이 모두 인정된다.

##### 권리보호이익
이 사건 법률조항에 대하여 위헌선언을 하더라도 그 소급효는 인정되지 아니하므로, 가해자인 피의자들에 대한 불기소처분을 취소하고 그들을 처벌할 수는 없어 이 사건 심판청구는 주관적인 권리보호이익을 결여하고 있다.  예외적으로 심판을 할 이익 내지 필요성이 인정된다.

### 재판절차진술권의 침해여부

##### 업무상 과실 또는 중대한 과실로 인하여 중상해를 입은 경우
목적의 정당성이 인정되며, 수단의 적절성도 인정된다. 가해자는 단서조항에 해당하는 과실을 범하지 않는다면 교통사고를 내더라도 종합보험 등에 기입함으로써 처벌을 면할 수 있으므로 자칫 사소한 교통법규위반을 대수롭지 않게 생각하여 운전자로서 요구되는 안전운전에 대한 주의의무를 해태하기 쉽고, 교통사고를 내고 피해자가 중상해를 입은 경우에도 보험금 지급 등 사고처리는 보험사에 맡기고 피해자는 실질적 피해회복에 성실히 임하지 않는 풍조가 있음을 부인할 수 없다. 따라서 법익의 균형성을 위반하고 있다.

### 평등권 침해 여부

##### 단서조항에 해당하지 않는 교통사고로 중상해를 입은 경우
국민의 생명, 신체의 안전은 다른 모든 기본권의 전제가 되며, 인간의 존엄성에 직결되는 것이므로, 기본권 행사에 있어서 중대한 제한을 구성하기 때문에 엄격한 심사기준에 의하여 판단한다. 교통사고로 인하여 중상해를 입은 결과, 식물인간이 되거나 평생 심각한 불구 또는 난치의 질병을 안고 살아가야 하는 피해자도 비록 생명권이 침해된 것은 아니지만 이에 비견될 정도의 육체적, 정신적 고통을 받게 되므로 합리적인 이유가 없는 차별취급이라 하겠다. 따라서 평등권에 침해된다.

### 기본권보호의무 위반 여부
만일 형벌이 법익을 가장 효율적으로 보호할 수 있는 유일한 방법임에도 불구하고 국가가 형벌권을 포기한 것이라면 국가는 기본권보호의무를 위반함으로써 생명, 신체의 안전과 같은 청구인들의 중요한 기본권을 침해한 것이 될 것이다.
국가가 국민의 생명, 신체의 안전에 대한 보호의무를 다하지 않았는지 여부를 헌법재판소가 심사할 때에는 국가가 이를 보호하기 위하여 적어도 적절하고 효율적인 최소한의 보호조치를 취하였는가 하는 이른바 '과소보호금지원칙'의 위반 여부를 기준으로 삼아, 국민의 생명, 신체의 안전을 보호하기 위한 조치가 필요한 상황인데도 국가가 아무런 보호조치를 취하지 않았든지 아니면 취한 조치가 법익을 보호하기에 전적으로 부적합하거나 매우 불충분한 것임이 명백한 경우에 한하여 국가의 보호의무의 위반을 확인하여야 하는 것이다.

##### 과소보호금지원칙 위반 여부
형벌이 법익을 가장 효율적으로 보호할 수 있는 유일한 방법인 경우, 국가가 형벌권을 포기한다면 국가는 그의 보호의무를 위반하게 된다. 형벌은 국가가 취할 수 있는 유효적절한 수많은 수단 중의 하나일 뿐이지, 결코 형벌까지 동원해야만 보호법익을 유효적절하게 보호할 수 있다는 의미의 최종적인 유일한 수단이 될 수는 없는 것이다. 국민의 생명과 신체를 적절하고 유효하게 보호하는 아무런 조치를 취하지 않았다든지, 아니면 국가가 취한 현재의 제반 조치가 명백하게 부적합하거나 부족하여 그 보호의무를 명백히 위반한 것이라고 할 수 없다.

## 같이 보기
- 과소보호금지의 원칙